# Возрождение (посёлок, Ленинградская область)
Возрожде́ние (до 1948 года Кавантсаари, фин. Kavantsaari) — посёлок в Каменногорском городском поселении Выборгского района Ленинградской области.

## Название
Зимой 1948 года деревне Кавантсаари было присвоено новое название — Возрождение, по названию совхоза «Возрождение», расположенного в данном населённом пункте. Окончательно это переименование было закреплено указом Президиума ВС РСФСР от 13 января 1949 года.

## История

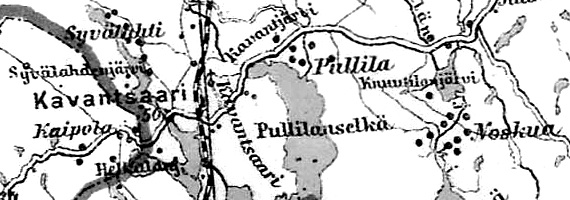
Деревня Кавантсаари на финской карте 1923 года

До 1939 года деревня Кавантсаари входила в состав волости Антреа Выборгской губернии Финляндской республики.
С 1 января 1940 года — в составе Карело-Финской ССР.
С 1 августа 1941 года по 30 июня 1944 года финская оккупация.
С 1 ноября 1944 года — в составе Ханнильского сельсовета Яскинского района.
С 1 октября 1948 года — в составе Липовского сельсовета Лесогорского района. 
С 1 января 1949 года учитывается административными данными как деревня Возрождение.
С 1 декабря 1960 года — в составе Выборгского района.
В 1961 году население деревни составляло 467 человек. 
По данным 1966 и 1973 годов посёлок Возрождение входил в состав Липовского сельсовета.
По данным 1990 года посёлок Возрождение являлся административным центром Возрожденского сельсовета, в состав которого входили 11 населённых пунктов: посёлки Возрождение, Глубокое, Дружноселье, Дубинино, Комсомольское, Красный Холм, Липовка, Михайловка, Никифоровское, Сосновая Горка; посёлок при станции Возрождение, общей численностью населения 2525 человек. В самом посёлке Возрождение проживали 1700 человек.
В 1997 году в посёлке Возрождение Возрожденской волости проживали 1925 человек, в 2002 году — 1646 человек (русские — 90 %), посёлок являлся административным центром волости.
В 2007 году в посёлке Возрождение Каменногорского ГП проживали 1628 человек, в 2010 году — 1803 человека.

## География
Посёлок расположен в северной части района на автодороге 41К-185 (Комсомольское — Приозерск) в месте примыкания к ней автодороги 41К-440 (Возрождение — Михайловка).
Расстояние до административного центра поселения — 18 км. Расстояние до районного центра — 25 км.
В посёлке находится железнодорожная станция Возрождение. 
Посёлок находится на южном берегу озера Крайнее и западном берегу озера Губановского.

## Демография
| 2007 | 2010  | 2017  | 2021  |
| ---- | ----- | ----- | ----- |
| 1628 | ↗1803 | ↘1674 | ↗2023 |

## Фото

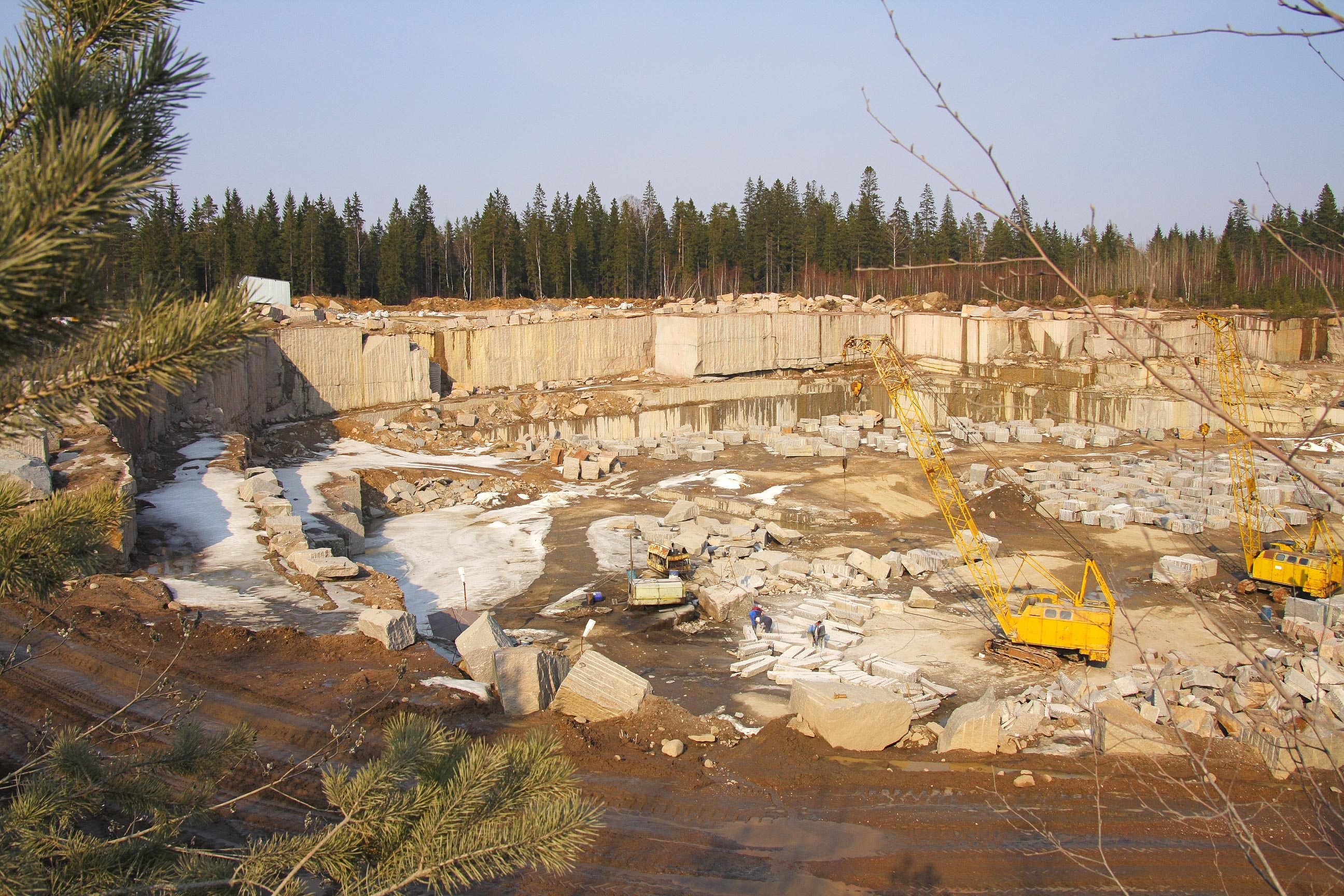
Гранитный карьер в посёлке Возрождение. 2008 год

## Улицы
1-й Выборгский проезд, 1-й Светлый проезд, 1-я Пограничная, 2-й Выборгский проезд, 2-й Светлый проезд, 2-я Пограничная, 3-я Пограничная, Большой Молочный проезд, Верхняя, Губановская, Дачная, Дубовый проезд, Зеленая, Карельский проезд, Крайняя, Малый Молочный проезд, Нижняя, Огородная, Окольный проезд, Петровский проезд, Полевая, Поперечный проезд, Прибрежная, Садовый проезд, проезд Сваргас, Светлый проезд, Солнечный проезд, Соловьиная, Средняя, Станционная, Угловой проезд, Усадебная, Центральная, Чистый проезд, Школьная, Школьный проезд, Ясный проезд.